# Stubica, Nikšić
Stubica este un sat din comuna Nikšić, Muntenegru. Conform datelor de la recensământul din 2003, localitatea are 68 de locuitori (la recensământul din 1991 erau 72 de locuitori).

## Demografie
În satul Stubica locuiesc 53 de persoane adulte, iar vârsta medie a populației este de 41,9 de ani (40,8 la bărbați și 42,7 la femei). În localitate sunt 25 de gospodării, iar numărul mediu de membri în gospodărie este de 2,72.
|  |

| Demografie | Demografie | Demografie |
| An         | Locuitori  | Locuitori  |
| ---------- | ---------- | ---------- |
|            |            |            |
|            |            |            |
|            |            |            |
|            |            |            |
| 1948       | 580        |            |
| 1953       | 473        |            |
| 1961       | 349        |            |
| 1971       | 282        |            |
| 1981       | 169        |            |
| 1991       | 72         | 72         |
| 2003       | 68         | 68         |

| \| Componența etnică conform recensământului din 2003[2] \| Componența etnică conform recensământului din 2003[2] \| Componența etnică conform recensământului din 2003[2] \| Componența etnică conform recensământului din 2003[2] \| Componența etnică conform recensământului din 2003[2] \| \| ----------------------------------------------------- \| ----------------------------------------------------- \| ----------------------------------------------------- \| ----------------------------------------------------- \| ----------------------------------------------------- \| \| \| \| \| \| \| \| Muntenegreni \| Muntenegreni \| \| 49 \| 72,05% \| \| Sârbi \| Sârbi \| \| 16 \| 23,52% \| \| necunoscută \| necunoscută \| \| 0 \| 0% \| |              |  |    |        |
| Componența etnică conform recensământului din 2003 |              |  |    |        |
| |              |  |    |        |
| Muntenegreni | Muntenegreni |  | 49 | 72,05% |
| Sârbi | Sârbi        |  | 16 | 23,52% |
| necunoscută | necunoscută  |  | 0  | 0%     |